# Josep Cotoner Allendesalazar
Josep Cotoner Allendesalazar (Palma, Mallorca, 24 de novembre de 1848 - Madrid, 21 d'agost 1927) fou un advocat i polític mallorquí, diputat a les Corts Espanyoles durant la restauració borbònica.
Un segment de les avingudes de Palma porta el seu nom.

## Biografia
Era comte de Sallent, fill de Fernando Cotoner y Chacón Manrique de Lara y Despuig, primer marquès de la Sénia, i germà de Nicolau Cotoner Allendesalazar, cap del Partit Conservador a Mallorca. Estudià dret a la Universitat de València, i continuà els estudis a Saragossa i Madrid. El 1877 es casà amb Maria del Carmen Álvarez de las Asturias Bohorquez y Álvarez de las Asturias Bohorquez, filla i hereva del marquesat de Mondéjar i del comtat de Sallent, i se n'anà a viure a Madrid.
Ingressà al Partit Conservador i fou diputat a les Corts Espanyoles a les eleccions generals espanyoles de 1879, 1881, 1884, 1886, 1891, 1896, 1899, 1901, 1903, 1905, 1907, 1910, 1914, 1916, 1918, 1919, 1920 i 1923. Durant la seva vida parlamentària fou primer secretari del Congrés dels Diputats de 1884 a 1890, i director general d'administració local sota Francisco Silvela el 1890-1892.